# Hardanger-Sticktechnik

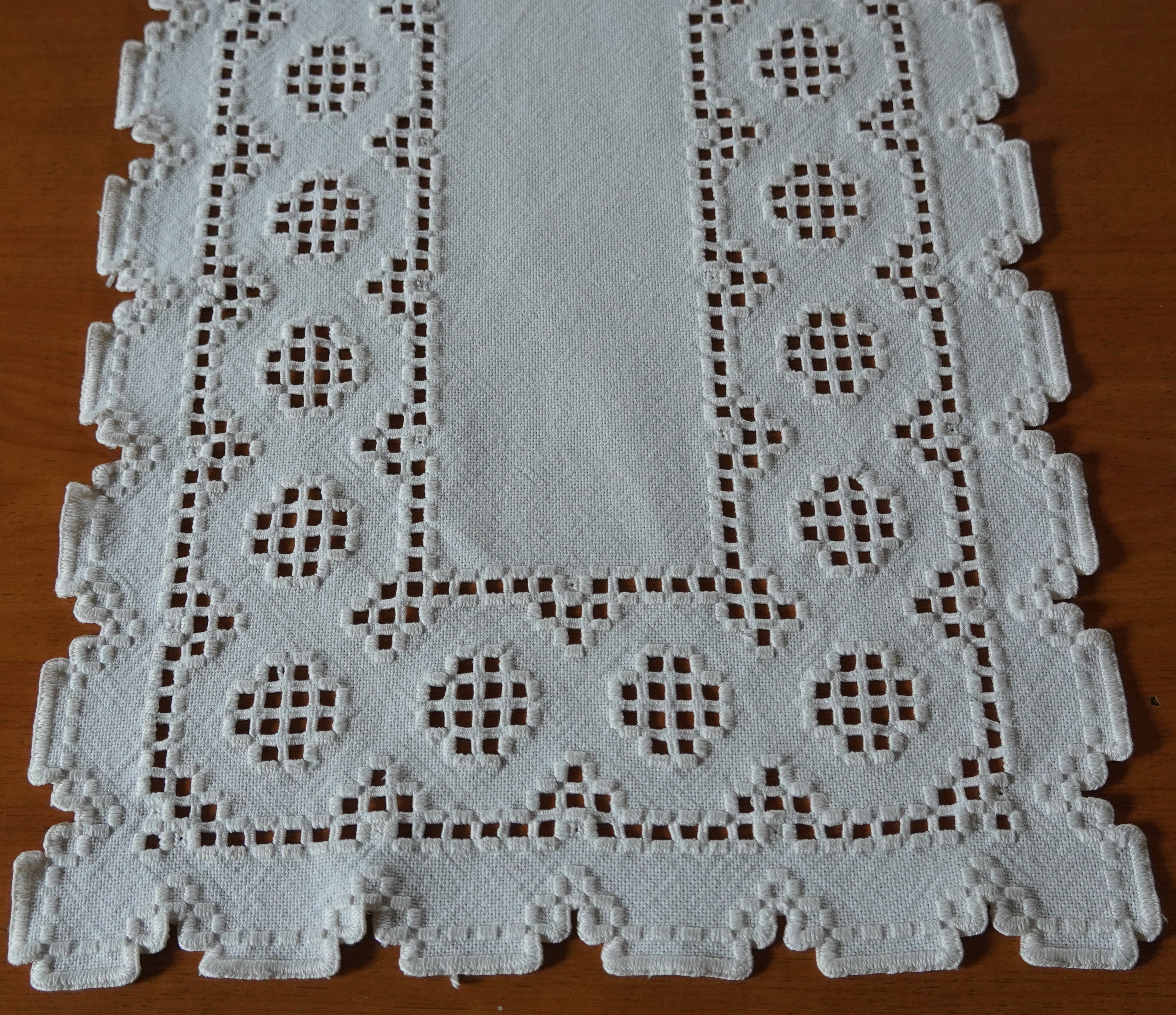
Hardanger-Sticktechnik, Österreich, EU

Die Hardangerstickerei (norw.: Hardangersøm) gehört in der Stickerei zur Technik der Durchbruchstickerei und ist durch spezielle Doppeldurchbrüche charakterisiert. Sie hat ihren Namen aus der norwegischen Hardangerregion, wo sie hauptsächlich für Trachtenblusen und Schürzen angewandt wurde. Die Technik ist orientalischen Ursprungs. Die ersten Durchbruchstickereien entstanden im 7. Jahrhundert in Persien und gelangten nach Italien. Hauptsächlich edle Damen fertigten hier Tischdecken und Altartücher, die im italienischen „reticella“, also kleines Netz genannt wurden. Zwischen Venedig und dem norwegischen Bergen fand zwischen dem 14. Jahrhundert und 1630 ein reger Austausch an Waren statt. Besondere Verbreitung fand die Stickerei mit ihren geometrischen Mustern am Hardangerfjord. Dort nahmen die Landfrauen die Stickerei aus dem fernen Süden auf und entwickelten sie weiter. Jede Familie entwarf ihre typischen Muster und aus handgewebtem Leinen entstanden aufwändig bestickte Blusen und Schürzen für die Festtagstracht (Bunad). Manche Familie besitzt noch heute eine komplette Brautausstattung, die mit Durchbruchstickerei verziert ist.
Die norwegischen, auf Leinen gearbeiteten Hardangerstickereien unterscheiden sich von den persischen dadurch, dass sie meist weiß auf weiß gestickt sind. Hardangerstickerei kann mit Zierstichen wie Plattstich, Kreuzstich, Zopfstich und Festonstich zu geometrischen Mustern kombiniert werden.
Gestickt wird auf porösem Leinenstoff, der sich gut ausziehen lässt. Alternativ dazu werden spezielle Handarbeitsgewebe aus anderen Materialien wie Baumwolle und/oder Viskose verwendet. Nach Befestigung der Motivränder mit Hilfe des Plattstichs werden die befestigten Gewebefäden innerhalb des Motivs ausgeschnitten und fadenweise ausgezogen. Die aus vier Gewebefäden bestehenden Fadengruppen werden umwickelt, so dass dichte und fest umstickte Stege entstehen.
Erforderlich zum Sticken sind:

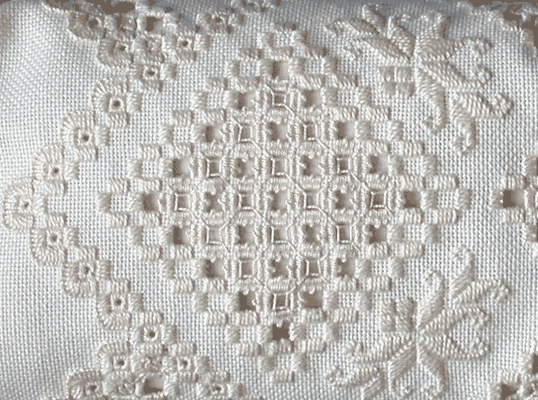
Hardangerstickerei

- Stickgarn, das der Stärke des Stoffgewebes entspricht. Plattstiche und Zierstiche werden meist mit stärkerem Garn gestickt als Stege und Füllungen.
- Sticknadeln ohne Spitze, damit die Gewebefäden nicht verletzt werden.
- ein Stickrahmen, damit der Stickfaden gleichmäßig und nicht zu fest angezogen werden kann.
- eine spitze und scharfe Handarbeitsschere.